# Kopiernadel

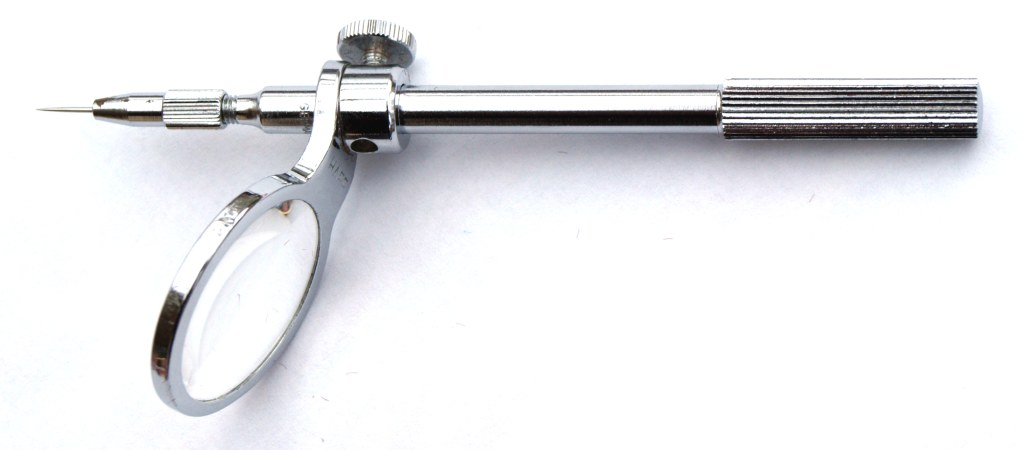
Kopiernadel mit Lupe

Die Kopiernadel, auch Kartiernadel oder Pikiernadel, ist ein Werkzeug zur „scharfen“ (dauerhaften und nicht entfernbaren) Markierung eines Punktes auf einem Zeichnungsträger (Papier, Pappe, Folie etc.).
Die Bezeichnung Kopiernadel rührt aus dem Umstand, dass ein Punkt auf einem Zeichnungsträger durch Durchstechen auf einen untergelegten Zeichnungsträger übertragen werden kann.
In einem Halter ist meist mit Hilfe einer Spannzange eine Nadel befestigt, mit der ein Punkt markiert werden kann. Die Nadel hat einen typischen Durchmesser von 0,25 mm. Im Griff/Gehäuse der Kartiernadel ist oft ein Hohlraum vorgesehen, der Ersatznadeln aufnehmen kann. In manchen Ausführungen ist die Kartiernadel mit einer Lupe zur exakten Handhabung ausgestattet.
Grundsätzlich ist ein „Punkt“ dimensionslos und als Schnittpunkt zweier Linien (die nur die Dimension der Längsausdehnung kennen, und keine „Breite“ haben) definiert. Die Darstellung eines Punktes kann in der Praxis nur durch eine Fläche mit möglichst geringen Ausmaßen realisiert werden. Der Stich einer feinen Nadel kommt dieser Forderung im Gegensatz zur Spur eines Bleistiftes sehr nahe und war technisch ausreichend für die Genauigkeit zur Erstellung der Messtischblätter.